# 成都历史
成都市是中国开发最早、持续繁荣时间最长的城市之一，据史书记载，大约在公元前5世纪中叶的古蜀国开明王朝九世（前367年）时将都城从广都樊乡(今双流县)迁往成都，构筑城池，至2019年已有2386年历史。但依据现实挖掘的金沙遗址看来，成都建城史可以追溯到距今3200年前。

## 先秦

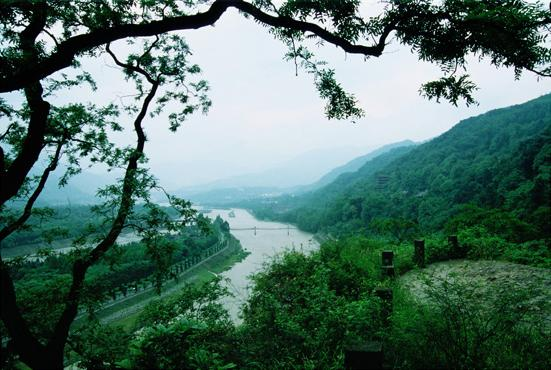
都江堰

在夏代纪年早期阶段甚至更早的时期，地处成都平原的古蜀国已形成了高度发达的青铜文明，成为了华夏文明的重要源头和中华民族的发祥地之一。据记载，古蜀国共有蠶叢、柏灌、鱼凫、杜宇和开明五个朝代，先后定都于瞿上（今成都市温江区，亦有今广汉市之说）、郫邑（今成都市郫都区）、新都（今成都市新都区）、广都（今成都市双流区）。春秋末期（约公元前5世纪中叶或前4世纪），第五世（或第九世）开明王把都城迁至成都，取周王迁岐「一年而所居成聚，二年成邑，三年成都」之典故，因名成都，相沿至今，成都也因此成为中国乃至世界罕见的自建城起便未改名称的城市。而“广都、新都、成都”合称为“古蜀三都”。
如今成都平原有很多古蜀国的文化遗迹，如三星堆遗址、金沙遗址、鱼凫古城遗址、望丛祠等，地处成都市区的金沙遗址则是古蜀文化发展的一个巅峰。位于成都市区北校场的成都军区大院内有一处古蜀国遗迹名曰“武担山”，相传为第十二世开明王派“五丁力士”由今甘肃省武都县取土为王妃修建的墓冢。

## 秦汉
富庶的古蜀国是秦国统一天下过程中首先攻取的对象，秦惠文王为此做了多年的准备，通过“石牛记”、“美女计”等一系列计策，麻痹了第十二世开明王，并开辟了由秦入蜀的“石牛道”（即“金牛道”）。周慎靓王五年（公元前316年），秦惠文王借巴國、蜀國互攻之机，派司马错率军沿石牛道入蜀，数月之间便攻占蜀地。此后，秦王三立三废蜀侯，终置蜀郡，郡治即设于原蜀都成都。周赧王四年（公元前311年），秦国蜀郡郡守张仪按首都咸阳建制修筑成都城墙；成都据此也成为中国有确切史料记载的最长时间城址不变的城市。周赧王五十九年（公元前256年），秦昭王任命李冰为蜀郡郡守，任内他主持修建了举世闻名的都江堰水利工程。成都平原从此沃野千里，“水旱从人，不知饥馑，时无荒年，谓之天府”。经过数十年经营，成都在秦末便取代关中平原获“天府之国”之称，而这一美誉一直延续至今。
汉代的成都，经济已相当繁荣，织锦业尤其发达，成为朝廷重要的贡赋来源。于是朝廷在成都专门设置锦官管理，并在成都城西南修筑“锦官城”（亦可简称“锦城”）；“锦官城”、“锦城”由此成为成都的别称。前汉时成都人口达到7万6千户（约40万人），与京兆尹长安、河南郡治所雒陽、封国赵国治所邯郸、齐郡治所临淄、南阳郡治所宛城一并成为汉朝六大都市。汉武帝即位之元年（公元前141年），蜀郡太守文党在成都建立了中国最早的地方官办学堂“文翁石室”。汉代成都的文学艺术也达到很高的水平，成都人司马相如、扬雄、王褒皆为汉代最有名的文学大家。
前汉时期，全国共分为十三刺史部，其中在雒县（今四川省广汉市）置益州刺史部，分管巴、蜀、广汉、犍为四部，范围大致为今四川省、重庆市、云南省、贵州省大部、陕西省南部以及湖北省、甘肃省一隅，刺史部后迁驻成都。前汉末年，公孙述在成都自立为帝，国号“成家”，改益州为司隶校尉，以蜀郡为成都尹。后汉建武十二年（公元36年），汉光武帝刘秀命大司马吴汉举兵来伐，成家灭亡，在成都恢复设置益州刺史部。后汉末年，因四方多事，朝廷接受刘焉的建议，改各州刺史为州牧，刘焉则为首任益州牧，设治所于绵竹，后汉初平五年（公元194年）迁驻成都。

## 魏晋南北朝

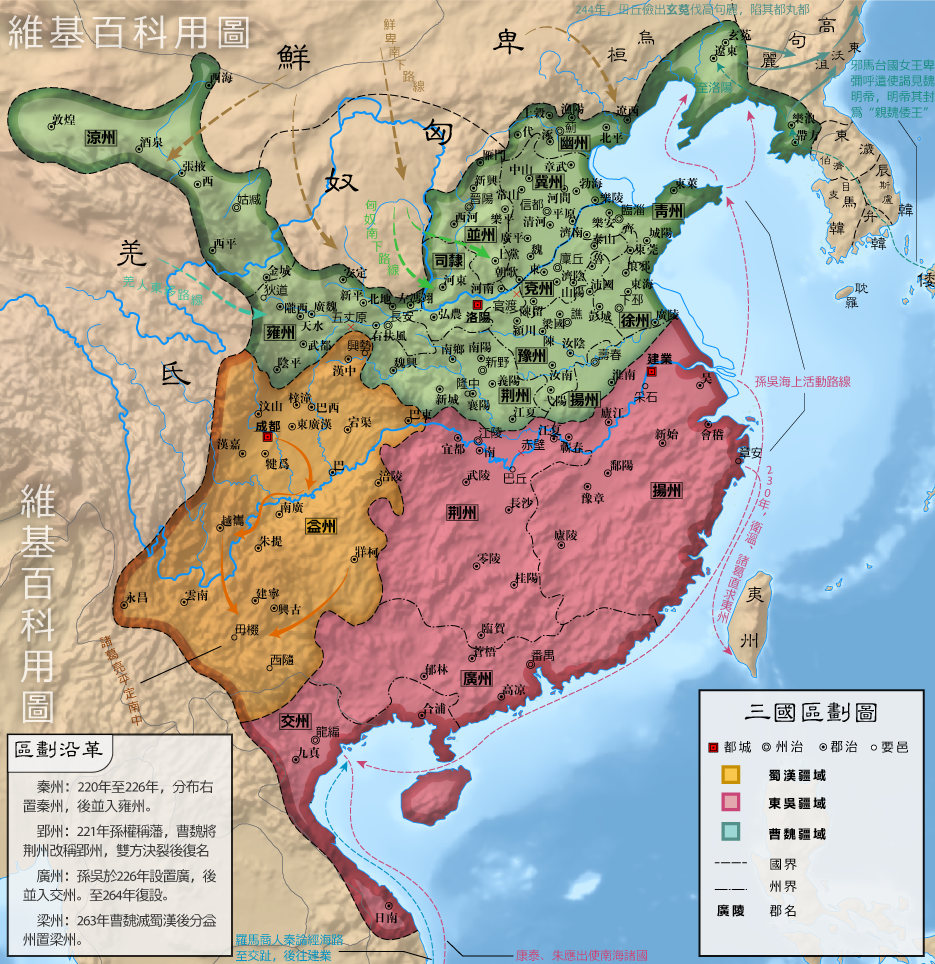
三国时期行政区划，其中橙黄色疆域为蜀汉政权
黄色为蜀汉疆域

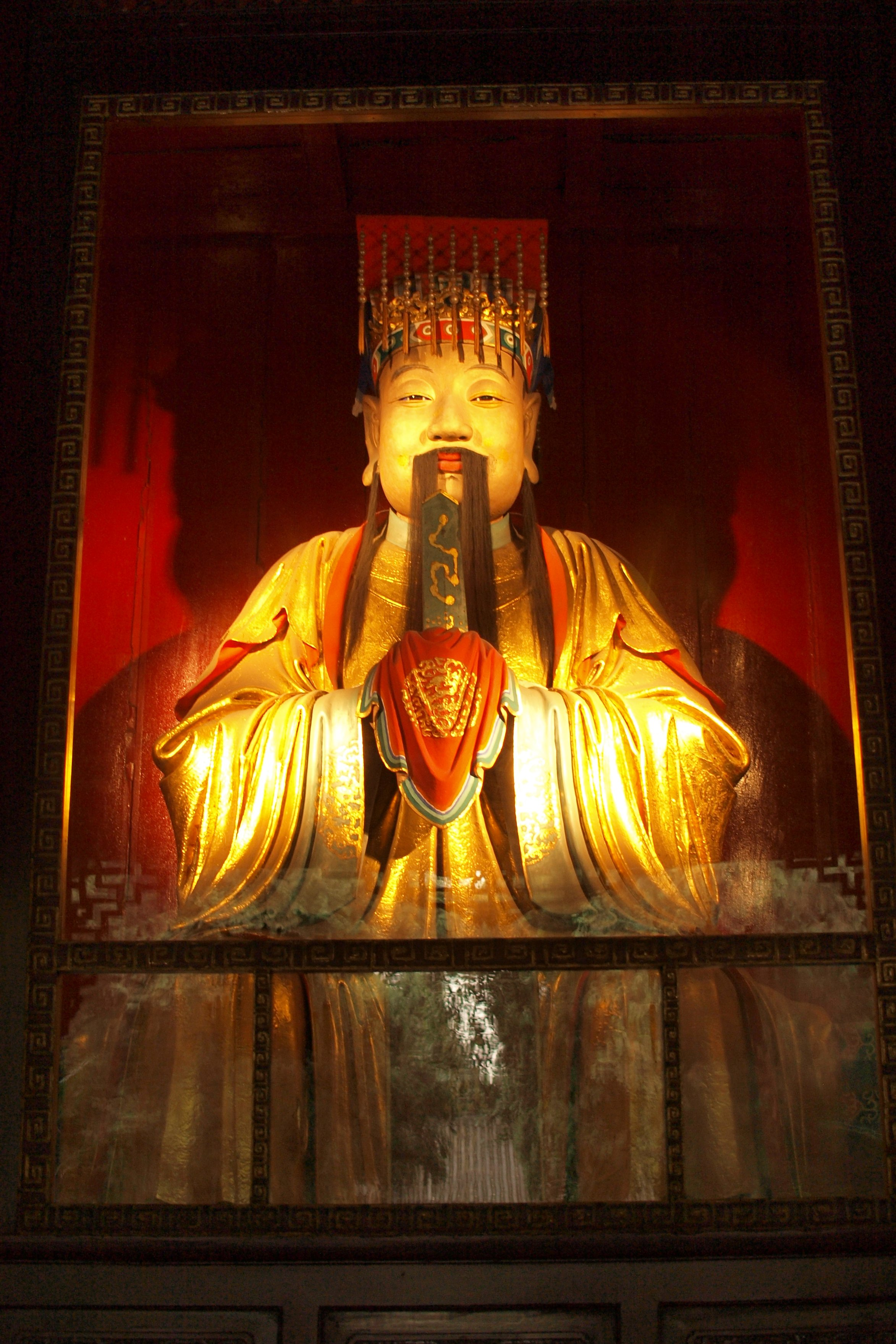
四川成都武侯祠的刘备像

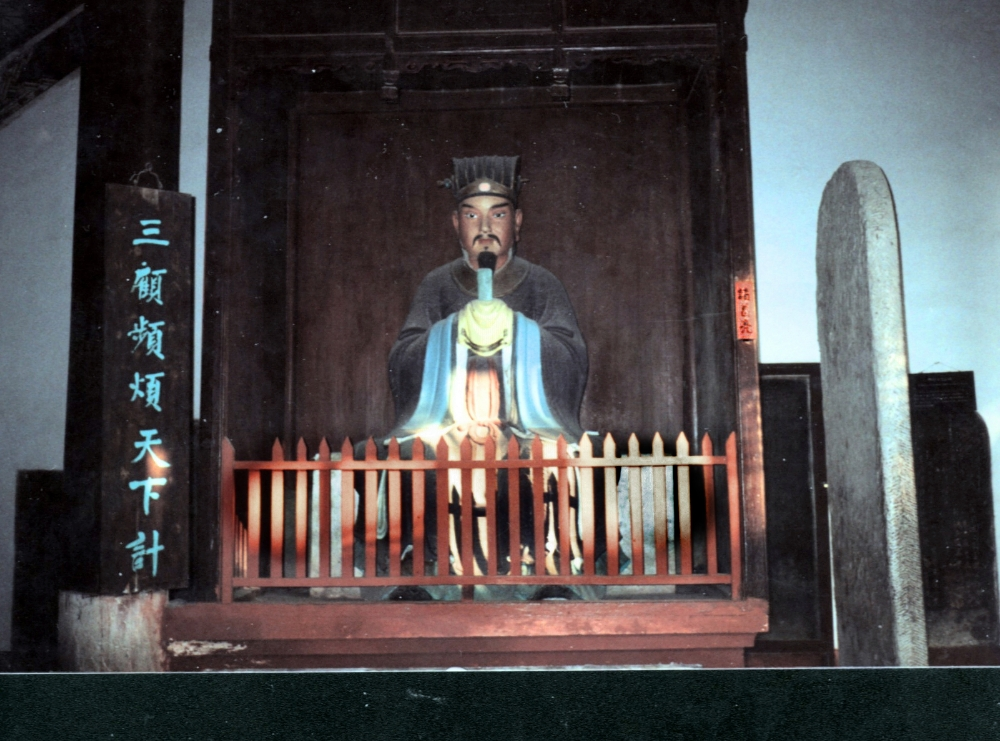
白帝庙内武侯寺内供奉蜀相诸葛亮塑像

魏黄初二年（蜀汉章武元年，公元221年），汉中王刘备在诸葛亮等人的辅佐下称帝，宣称继承汉统，沿定国号为汉（史称蜀汉，亦简称蜀），改蜀郡为成都府并定都于此。这一时期，中国形成了魏、蜀、吳三国鼎立的局面。成都的农业、盐业和织锦业在这一时期得到很大发展，发展成蜀汉最大的城市，是蜀汉政权的政治、经济、军事、文化中心。建于东吴赤乌十二年（249年）的朱然墓中漆器有「蜀郡作牢」字样，证明其出自于成都地区。魏景元四年（蜀炎兴元年，263年），魏邓艾、钟会率军攻蜀，蜀后主刘禅在成都投降。益州恢复为魏所领。
西晋时，益州分为益、梁二州，成都继续为益州治所。西晋永安元年（公元304年），氐人李雄在成都自称成都王；西晋光熙元年（公元306年），李雄自立为帝，国号大成，定都成都。东晋咸康四年（公元338年），李寿改国号为“汉”，史称成汉。东晋永和三年（公元347年），成汉为东晋桓温所灭，成都恢复益州建制。东晋宁康元年（前秦建元九年，373年），前秦攻取梁、益二州，成都并入前秦版图。淝水之战后，前秦瓦解，东晋将领桓冲趁势于太元十年（公元385年）收复益州。东晋义熙元年（公元405年），参军谯纵叛乱，占据巴蜀之地，建立西蜀政权，自称成都王，而后又向后秦称藩，被封为蜀王。义熙九年（公元413年），东晋太尉刘裕以朱龄石为帅伐西蜀，攻克成都，谯纵自杀，西蜀亡。
南北朝时期，成都一直是地区政治、经济、文化中心。东晋元熙二年（南朝宋永初元年，公元420年），刘裕以禅让名义夺取帝位，东晋灭亡，刘宋建立，益州为宋所领。南朝宋升明三年（南朝齐建元元年，公元479年），齐武帝萧道成迫使刘准禅让，刘宋灭亡，南齐建立，益州又为齐所领。其间齐武帝遂以肖鉴为益州刺史，主张德化，不采屠杀政策，成都恢复安定，成为“西方之一都”。南朝齐中兴二年（南朝梁天监元年，公元502年），萧衍代齐，建立南梁，益州再为梁所领。南梁时期，益州刺史邓元起、肖纪先后治蜀，内修耕桑盐铁之政，外通商贾远方之利。南朝梁承圣二年（西魏废帝三年，公元553年），西魏军攻入成都，益州并入西魏版图。西魏恭帝三年（公元556年）十二月，宇文觉接受西魏恭帝禅位，于次年正式建立北周政权，益州为周所领。其间，宇文宪曾为益州刺史，深得蜀人欢迎。
魏晋南北朝时期，成都地区的史学家和史著多有盛名。来敏、谯周、陈寿、常宽、常璩、李膺等著述颇丰，传世的则有《三国志》和《华阳国志》。 这一时期，佛教在成都地区得到了很大发展。

## 隋唐五代
隋开皇元年（公元581年），益州为隋所辖；唐武德元年（公元618年），益州又为唐所辖。隋唐时期，成都经济十分发达，文化非常繁荣，是当时全国四大名城（长安、扬州、成都、敦煌）之一，人口仅次于长安；由于经济繁荣，另有「扬一益二」（扬州第一，成都第二）之称。唐代成都造纸水平很高，朝廷曾规定国家图书馆的书必须用成都造的麻纸来抄写。“蜀绣”也在此时成为全国三大名绣之一，“蜀锦”更被视为上贡珍品，产量全国第一。成都是中国雕板印刷术的发源地之一，唐代后期，大部分印刷品出自成都。唐代成都文学家云集，大诗人李白、杜甫、王勃、卢照邻、高适、岑参、薛涛、李商隐等都曾旅居成都。唐天宝十五年（公元756年），唐玄宗为避安史之亂逃至成都，改益州为成都府，后再升成都府为南京，此为“南京”一词在历史上之首次出现。唐广明元年（公元880年），唐僖宗为避黄巢起义军，也曾逃至成都，并在此停留四年之久。唐代成都开发了摩诃池、百花潭等旅游胜地；贞观年间在城北修建了建元寺，大中年间改名为昭觉寺，时至今日仍被称作“川西第一丛林”。
唐天祐四年（后梁开平元年、前蜀天复元年，公元907年），蜀王王建自立为帝，定都成都，国号蜀，史称前蜀。前蜀初年，王建励精图治，开拓疆土，兴修水利，注重农桑，实行“与民休息”的政策。在没有战争的情况下，由于拥有沃地千里、丰饶五谷的成都平原，前蜀的经济、文化、军事大大的发展，成为了当时的一个强国。后唐同光三年（前蜀咸康元年，公元925年），前蜀为后唐灭亡。后唐应顺元年（后蜀明德元年，934年），时任西川节度使孟知祥自立为帝，定都成都，国号亦为蜀，史称后蜀。孟知祥之子后蜀后主孟昶宠幸花蕊夫人，生活腐化。他在成都城墙上遍种芙蓉，成都由此有了“芙蓉城”之称，简称“蓉城”或“蓉”，并成为如今成都的官方简称。后蜀的“翰林图画院”是中国最早的皇家画院。北宋乾德三年（公元965年），宋太祖赵匡胤发兵攻蜀，孟昶投降，后蜀亡。前后蜀时期，成都地区没被卷入中原的恶性争斗，成为当时中国最为繁荣的地区。

## 宋元明清
北宋初年，朝廷在成都设立成都府，为成都府路治所。北宋淳化四年（公元993年），王小波、李顺在成都附近的青城起义，遂克成都，建立大蜀政权。当年五月，宋军攻陷成都，起义失败后，宋太宗成都府被降为益州，成都府路改为益州路，成都仍为治所。北宋重和元年（公元1118年），益州再升格为成都府，益州路再改成都府路，治所照旧。宋朝时期是成都在古代历史中最为兴旺的时期，其经济地位在国内很高。
南宋时期，川峡四路的经济比重占全国的三成以上。宋宁宗时期，成都府路占当时全国经济比重约为9%，川峡四路的人口在1162年有264万户，大概910万人，其中成都府路的人口超过130万户，大概455万人，而成都府地区的人口有四十万户以上。其时成都地区文化也很发达，在全国都很有影响，以苏轼、苏辙兄弟为领袖的蜀学独树一帜。当时成都的丝绸业规模扩大，品种增多，蜀锦花样由唐时的10多种发展到宋朝时期的40多种，能织出天马、流水飞鱼、百花孔雀、如意牡丹等新花样，每年成都上交丝绸商品，占全国各地上交总数的70%以上。宋朝时期，成都城东西南北都设有专门的蚕市、药市、花市。由于商业发达，成都出现了世界上最早的纸币“交子”，北宋仁宗时，在成都设官办交子业务，由官府公开印刷、发行“交子”。
宋理宗端平元年（1234年）因端平入洛导致宋元战争爆发，次年初，窝阔台汗率军目标攻占川陕四路。在公元1231年至1278年间，四川发生了史上第一次大屠杀，95%的四川人，共约1235万人在宋元战争中被元軍屠杀。四川許多原來人口密集的地區，因民戶被屠殺或逃亡變成了無人區。到了公元1281年四川只有十二万户。
南宋宝祐五年（公元1257年），忽必烈军队攻占成都。元至元二十三年（公元1286年），元朝中央政府在成都设置“四川等处行中书省”，后简称“四川省”。
明洪武四年（公元1371年），明军攻灭明玉珍所建大夏政权于重庆，在成都设四川承宣布政使司，其中成都为首府。明太祖朱元璋封第十一子朱椿为蜀王，王府设在成都，今人称其为“皇城”。明崇祯十七年（公元1644年），张献忠率军攻入成都，自立为帝，国号大西，称成都为西京。随后满洲八旗入川，与张献忠在成都激战。
清顺治三年（公元1646年），成都全城焚毁于战火之中，随后的五六年间竟断绝人烟，因此当时四川省会曾迁往保宁府阆中。康熙年间，朝廷实施“湖广填四川”大移民，成都逐渐恢复生气，省会也又迁回成都。清沿明制，设四川布政使司于成都。皇帝另简派四川总督驻成都，仅管辖四川一省；又设立八旗驻防于城西宽窄巷子一带，称“少城”，驻扎数千八旗兵丁，由成都将军管辖。清同治二年（1863年），太平天国将领翼王石达开率兵入川，攻成都失败，清军诱俘之，在成都城内科甲巷将其凌迟处死。

## 民国时期
清宣统三年（公元1911年）6月，保路运动在成都发起，时任四川总督赵尔丰镇压民众造成的“成都血案”引发民众起义，这直接导致了辛亥革命的总爆发，为中国资产阶级民主革命立下了不朽的功绩。是年11月27日，立宪党人蒲殿俊在成都宣布四川独立，成立大汉军政府并担任都督。民国元年（公元1912年）3月12日，成都之大汉军政府与重庆之蜀军政府合并为四川军政府，军政府驻成都，尹昌衡任都督，张培爵任副都督。民国三年（公元1914年），北洋政府通令在成都设置西川道，领成都、华阳等31县；后废道复省，成都仍为四川省会。民国八年（公元1919年），五四运动的消息传到成都，掀起成都学生运动高潮。民国十年（公元1921年），成都、华阳两县合并为市，成立市政筹备处，处以下设总处、文牍、法治、会计、调查、庶务六科。民国十一年（公元1922年），市政筹备处改名为市政公所。这一时期，四川大学、华西协合大学等一些现代教育机构在成都设立。华西协合大学为英、美、加拿大三国基督教差会所设立的教会大学，设于南门外的华西坝。

### 国民政府

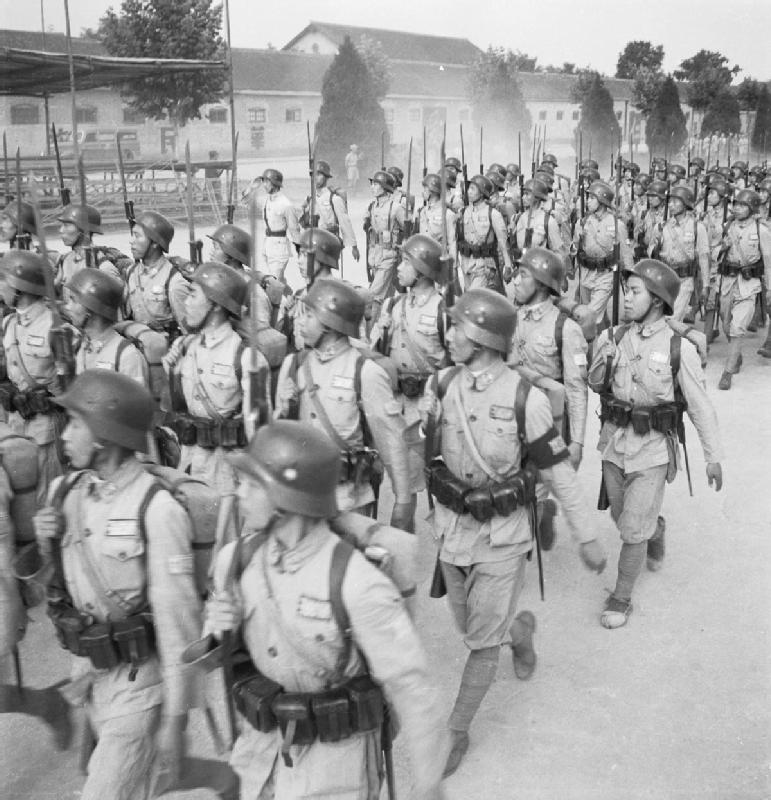
(民国33年) 国民革命军在抗日战争期间 踏着正步在成都

民国十七年（公元1928年），正式改市政公所为市政府，国民政府遂置成都市为省辖市并继续为四川省省会。由于川军派系混乱，成都在民国元年（公元1912年）至民国二十二年（公元1933年）间陷入了长时间的军阀争夺时期。民国二十一年（公元1932年），川军军阀刘湘在蒋中正的支持下与刘文辉之间爆发争夺统治权的战争，刘文辉由成都败走西康雅安，刘湘任四川省主席，成为四川最大的实力派。民国二十四年（公元1935年）至民国二十六年（公元1937年），劉湘又与蒋中正争夺对四川的统治权，蒋最终获胜。
民国二十六年（公元1937年）抗日战争爆发，中国沿海沿江的各类工矿企业、高等学校和文化团体纷纷内迁至四川，四川省的省会成都也因此成为中国的大后方。如中央陆军军官学校（黄埔军校、陆军军官学校）于民国二十六年（公元1937年）迁至成都北校场，一直到国民党败退出大陆前没再变更校址，历时长达11年，除短训班外，有10期学员毕业于成都，是该校在大陆培训学员最多、校址未变时间最长的一个时期，也是该校在大陆培训学员的最后一个时期；又如南京金陵大学、金陵女子文理学院、山东齐鲁大学等多座沿海地区的教会大学，以及南京中央大学医学院及畜牧兽医系于1938年前后分别迁到成都华西坝，借华西协合大学校舍开课，华西坝后被称为大后方之“天堂”。民国三十三年（公元1944年）6月，轰炸日本本土的美国飞机从成都及其附近多个机场出发，出击了900多架次，为抗日战争作出了杰出的贡献。民国三十八年（1949年），国共内战末期，中华民国政府从南京依序迁往广州、重庆、成都、西昌，最后至台北。

## 中华人民共和国成立至今

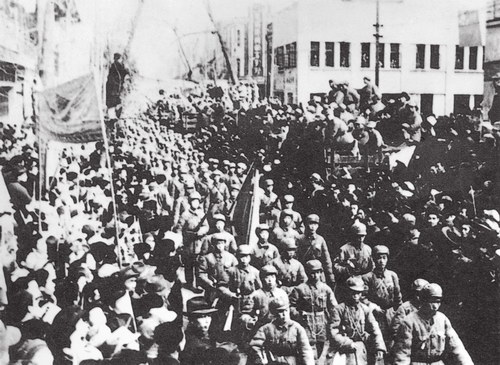
1949年12月27日，中国人民解放军进驻成都，成都正式解放

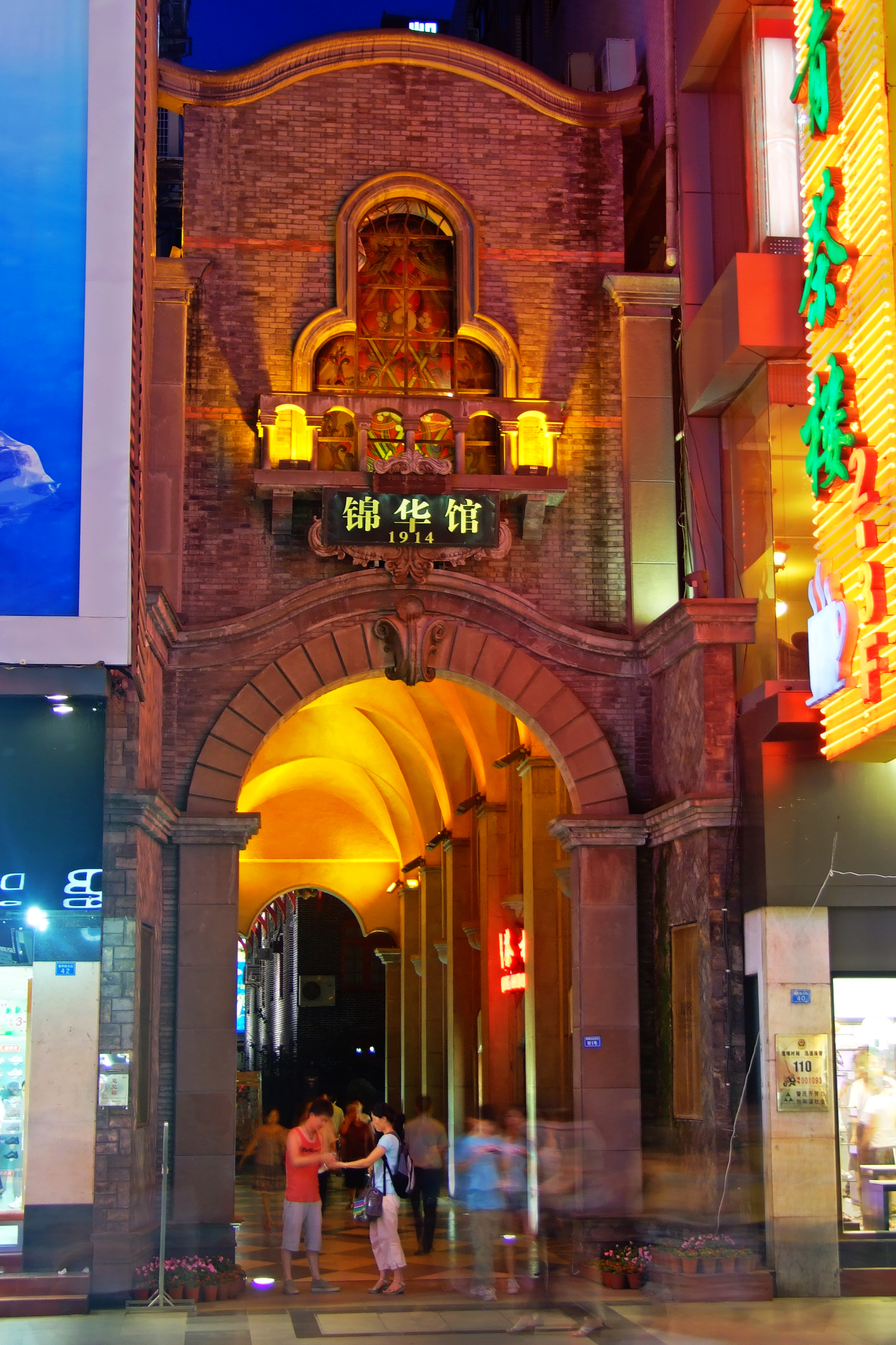
春熙路锦华馆，改革开放后重修

公元1949年12月10日，蔣中正携其子蔣經國，从成都飞往台灣，而成都当时已是中華民國控制的大陆最后一個大城市。
公元1949年12月27日，中国人民解放军進駐成都，四川省被分为东、南、西、北四个行署，成都成为川西行署區的駐地。公元1952年中华人民共和国中央人民政府撤销各行署、恢复四川省建制后，成都市一直为四川省省会。四川省恢复建制之后，西南地区的大区机构如成都军区、成都铁路局等也在成都纷纷成立。公元1959年9月至文革中期，成都市为中共中央西南局驻地。公元1989年2月，国务院批准成都成为计划单列市，后于公元1994年12月撤销计划单列，成为副省级城市。公元2007年6月，成都市与近邻重庆市同时获批设立全国统筹城乡综合配套改革试验区。公元2009年1月，中央文明办授予成都市“全国文明城市”称号，这是反映中国大陆城市整体文明水平的综合性最高奖项。2011年，大部分区域位于成都的四川天府新区规划获四川省批复。